# Le Lonzac
Le Lonzac település Franciaországban, Corrèze megyében. Lakosainak száma 819 fő (2022. január 1.). Le Lonzac Affieux, Beaumont, Chamboulive, Eyburie, Madranges és Peyrissac községekkel határos.

## Népesség
A település népességének változása:
| Lakosok száma | 1084 | 929  | 855  | 825  | 784  | 795  | 805  | 810  | 813  | 819  |
|               | 1968 | 1982 | 1990 | 2006 | 2013 | 2015 | 2017 | 2019 | 2020 | 2022 |